# Vidlatá Seč
Vidlatá Seč é uma comuna checa localizada na região de Pardubice, distrito de Svitavy.